# Команда Тора
«Кома́нда То́ра» (англ. Team Thor) — серия псевдодокументальных короткометражных фильмов с участием персонажей медиафраншизы «Кинематографическая вселенная Marvel» (КВM), вышедших с 2016 по 2018 год. В серию входит «Команда Тора», «Команда Тора: Часть 2» и «Команда Дэррила». Сценаристом и режиссёром выступил Тайка Вайтити. Первые две короткометражки повествуют о том, как Тор переехал и знакомится с соседом Дэррилом Джейкобсоном во время событий кинокомикса «Первый мститель: Противостояние» (2016), а в фильме «Команда Дэррила» Дэррил переезжает в Лос-Анджелес и знакомится с соседом Грандмастером.
Крис Хемсворт исполнил роль Тора в первых двух фильмах, а Дэйли Пирсон сыграл Дэррила Джейкобсона во всех трёх. Кроме того, Марк Руффало появился в первой короткометражке, а Джефф Голдблюм в третьей. Съёмки фильмов «Команда Тора» проходили за месяц до начала съёмок фильма «Тор: Рагнарёк» (2017). Короткометражки были хорошо встречены критиками, хвалившими комедийный жанр и игру Хемсворта.

## Создание
«Команда Тора» была отснята за месяц до начала производства кинокомикса «Тор: Рагнарёк» в июле 2016 года. Короткометражка была снята в стиле псевдодокументалки, как и ранний фильм Вайтити «Реальные упыри». Перед выходом «Команды Тора» многие фанаты были не уверены в тональном сдвиге «Рагнарёка». По мнению Вайтити, «Команда Тора» очень помогла дать фанатам возможность увидеть, как изменились Тор и Брюс Бэннер. В сентябре 2016 года Вайтити сказал, что Дэррил Джейкобсон может снова появиться, отметив при этом, что есть вырезанные фрагменты из «Команды Тора», которые могут послужить основой для другой короткометражки.
Глава Marvel Studios Кевин Файги охарактеризовал «Команду Тора» как достижимую версию предыдущей серии короткометражек Marvel One-Shots: «„Команда Тора“ помогла превратить Тора в того, кем он стал в „Рагнарёке“ в весёлом смысле». Кроме того, Джефф Голдблюм, сыгравший Грандмастера в «Торе: Рагнарёк», заявил, что у Вайтити есть отснятый материал для другой короткометражки, которая в итоге стала «Командой Дэррила».

## Фильмы
| Фильм                   | Дата премьеры     | Дата премьеры       | Режиссёр      | Сценарист     | Продюсер    |
| Фильм                   | Цифровые площадки | Физические носители | Режиссёр      | Сценарист     | Продюсер    |
| ----------------------- | ----------------- | ------------------- | ------------- | ------------- | ----------- |
| «Команда Тора»          | 28 августа 2016   | 13 сентября 2016    | Тайка Вайтити | Тайка Вайтити | Кевин Файги |
| «Команда Тора: Часть 2» | 14 февраля 2017   | 28 февраля 2017     | Тайка Вайтити | Тайка Вайтити | Кевин Файги |
| «Команда Дэррила»       | 20 февраля 2018   | 6 марта 2018        | Тайка Вайтити | Тайка Вайтити | Кевин Файги |

### «Команда Тора» (2016)
После спасения Земли Мстителями Тор взял небольшой перерыв в Австралии, где он проживает с офисным работником Дэррилом Джейкобсоном. Съёмочная группа берёт у Тора интервью и спрашивает о его повседневной жизни в Австралии. Тор приходит в детский сад, просит Дэррила прислать электронное письмо Тони Старку по поводу его конфликта со Стивом Роджерсом и показывает доску расследований с рисунками Камней Бесконечности, Мстителей, Ника Фьюри и Таноса. Позже Тор встречает Брюса Бэннера в кафе. Бэннер получает телефонный звонок от Старка, который, похоже, не хочет разговаривать с Тором. В связи с этим Тор создаёт собственную команду с Дэррилом — «Команду Тора».
«Команда Тора» впервые была показана на фестивале San Diego Comic-Con в 2016 году, затем появилась в интернете 28 августа того же года. Также короткометражка была выпущена на физических носителях кинокомикса «Первый мститель: Противостояние» в сентябре 2016 года. Также короткометражка известна под названием «Пока вы сражались: Псевдодокументальный фильм про Тора». Крис Хемсворт и Марк Руффало вновь исполнили из кинематографической вселенной Marvel (КВM) роли Тора и Брюса Бэннера, соответственно, а Дэйли Пирсон сыграл австралийского соседа Тора по квартире Дэррила Джейкобсона.

### «Команда Тора: Часть 2» (2017)
Тор и Дэррил обсуждают свои домашние обязанности в квартире, при этом Дэррилу придётся уделить больше времени на уборку. Вскоре Дэррил твердит, что Тор — хороший человек, но вне связи со временем, и расстраивается из-за попыток Тора оплатить аренду деньгами Асгарда. Он предлагает Тору поискать работу, над чем Тор смеётся и возражает, предлагая им нанять слугу, которого в итоге удаётся нанять. Интервью заканчивается тем, что Тор чувствует, что ему больше никто не нужен в жизни, кроме Дэррила, и предлагает Дэррилу надеть костюм супергероя.
«Команда Тора: Часть 2» была выпущена на физических носителях картины «Доктор Стрэндж» в феврале 2017 года. Короткометражка также известна под названием «Команда Тора: Часть 2, Где они сейчас?». Хемсворт и Пирсон вернулись к ролям в короткометражке.

### «Команда Дэррила» (2018)
После того, как Тор съехал с квартиры Дэррила, Дэррил переезжает в Лос-Анджелес и живёт по соседству с Грандмастером, единственным человеком, который откликнулся на его объявление. Грандмастер считает, что Дэррил был бы хорошим помощником на замену. Затем показываются ролики, в которых Дэррил выполняет грязную работу для Грандмастера, например, вынос мусора. Дэррил продолжает объяснять, как Грандмастер кажется хорошим человеком, но имеет проблемы с пониманием личного пространства Дэррила и имеет свои собственные проблемы с гневом. Грандмастер заявляет, что привык жить на Земле и планирует захватить её. Он снимает ролик, в котором объясняет свой план, и выкладывает в интернет. Однако, не получив просмотров, он планирует разрекламировать первое видео, разместив второе с музыкальным гостем. Грандмастер нанимает друзей Дэррила, чтобы помочь, но расплавляет одного из них, когда ожидания не оправдываются. Дэррил не уверен, хочет ли Грандмастер расплавить его, и признаётся, что скучает по своему прошлому соседу Тору.
«Команда Дэррила» появилась на цифровых площадках 20 февраля 2018 года, а 6 марта на Blu-ray-дисках «Тора: Рагнарёк». Пирсон вновь сыграл Дэррила, а Джефф Голдблюм воплотил образ Грандмастера. Действие происходит после событий «Тора: Рагнарёк» и является продолжением одной из сцен после титров кинокомикса.

## Актёры и персонажи
| Персонаж          | Фильмы                | Фильмы                         | Фильмы                   |
| Персонаж          | «Команда Тора» (2016) | «Команда Тора: Часть 2» (2017) | «Команда Дэррила» (2018) |
| ----------------- | --------------------- | ------------------------------ | ------------------------ |
| Дэррил Джейкобсон | Дэйли Пирсон          | Дэйли Пирсон                   | Дэйли Пирсон             |
| Тор               | Крис Хемсворт         | Крис Хемсворт                  |                          |
| Брюс Бэннер       | Марк Руффало          |                                |                          |
| Грандмастер       |                       |                                | Джефф Голдблюм           |

## Критика

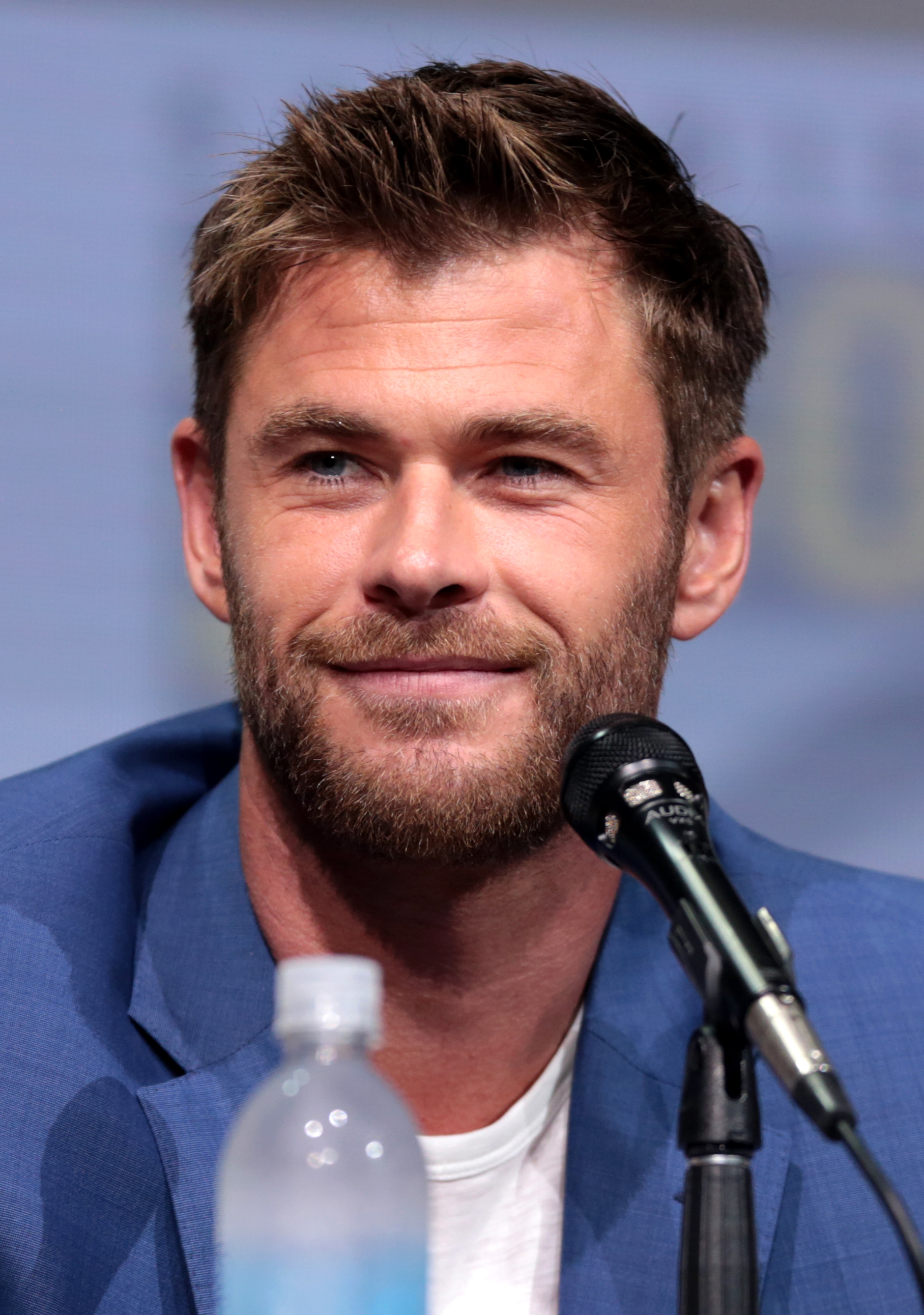
Комедийный образ Криса Хемсворта в короткометражках был высоко оценён критиками

Итан Андертон, редактора сайта /Film, назвал «Команду Тора» уморительной короткометражкой. Жермен Луссьер из io9 верил, что будет потрясающе, если хоть капля юмора короткометражки окажется в «Торе: Рагнарёк». Позднее Андертон уточнил, что аналогичные короткометражные фильмы, такие как «Команда Тора» послужили бы отличной заменой для Marvel One-Shots. Томи Кук и Адам Читвуд из Collider также похвалили короткометражку. По мнению Кука, «Команда Тора» идеально отражает дерзкое чувство юмора у Вайтити. Читвуд отметил несколько забавных моментов и считает, что Хемсворт и Вайтити хорошо подходят для комедийного дуэта. Росс А. Линкольн Deadline.com похвалил комедийные возможности Хемсворта и выразил надежду, что короткометражка послужит хорошим доказательством того, каким получится кинокомикс «Тор: Рагнарёк». Дон Кэй из Syfy Wire назвал «Команду Тора» одним из лучших фильмов из когда-либо созданных Marvel.
В преддверии выхода тизера к «Части 2» Натали Кэрон из Syfy Wire подчеркнула, что в сиквеле будет задействован тот же юмор, что и в первой части, ставшей массовым хитом среди фанатов. Александра Август из Comic Book Resources назвала «Команду Дэррила» такой же весёлой, как и прошлые части «Команды Тора».

## Связанный контент и будущее
В августе 2018 года Дэйли Пирсон опубликовал в сеть ролик, в котором он вновь сыграл Дэррила и заявил, что пережил «Щелчок» и вынужден работать по выходным, так как многие из его коллег погибли. Кроме того, Дэррил поздравил Тора с днём рождения и спрашивает его, может ли он перевести деньги, так как Дэррил теперь в долгах. В апреле 2019 года Хемсворт заинтересовался в создании ещё нескольких короткометражек «Команды Тора», но уже в формате телесериала. В августе 2021 года продюсер Брэд Виндербаум намекнул, что Дэррил может вернуться в преддверии выхода кинокомикса «Тор: Любовь и гром».